# 打棗
《打棗》，嗩吶獨奏曲，多配合口弦、卡腔演奏，亦有打擊樂器或笙伴奏的版本。取材自河北的民間音樂，嗩演奏家通常根據自己的喜好而改編。此曲描寫採收紅棗的情景。
此曲的中後段需將卡腔、口弦含在喉中以模仿人的叫聲、笑聲及說話聲音，並快速轉換吹奏3種樂器，模仿人聲對答，做出滑稽的聲音。